# Xénia Laffely
Xénia Laffely, née le 16 janvier 1987 à Morges, est une artiste et designer suisse.

## Biographie
Xénia Lucie Laffely naît le 16 janvier 1987 à Morges, dans le canton de Vaud. Elle grandit à Penthalaz, dans le même canton. 
Après des études en lettres, français et histoire de l’art à l'Université de Lausanne,, Laffely accède en 2009 à la HEAD-Genève, où elle obtient un bachelor en design de mode et textile. Pour son travail de diplôme elle réalise une collection pour homme caractérisée par l’imprimé, qui lui vaut le Prix d’excellence Hans Wilsdorf,. En 2013, elle est nommée finaliste au Festival international de mode et de photographie de la ville de Hyères ainsi que demi-finaliste pour le prix H&M et pour le prix Suisse de Design. Entre 2013 et 2014 elle voyage à Londres et à New York pour effectuer des stages dans plusieurs maisons de mode. De retour en Suisse, elle travaille deux ans en tant que designer indépendante. En 2016, l'obtention d'une bourse culturelle de la Fondation Leenaards lui permet de compléter sa formation avec un Master en Design mode et textile à la HEAD-Genève. Dès sa première exposition individuelle à la Villa Noailles en 2018, elle explore une pratique artistique questionnant les frontières entre art, design et artisanat. En 2019 elle obtient l’un des Swiss Design Awards, et décide de partir à Montréal pour obtenir un certificat en études féministes à l’UQAM. En 2020, Laffely est nommée finaliste des Swiss Arts Awards et en 2021 elle participe à deux expositions collectives à Montréal et à Toronto. La même année, elle prend part à une exposition en duo avec Suzanna Flock à Vienne, à deux expositions individuelles en Suisse ainsi qu’à une exposition collective de réalité virtuelle à Rotterdam, avec le collectif Morph Love. En 2022 elle travaille durant 3 mois au Canada, invitée pour une résidence artistique suivie d’une exposition individuelle au sein de la Eastern Edge Gallery de St-John’s. 
Depuis 2018, Xénia Lucie Laffely expose régulièrement ses œuvres à Genève, Zurich, Lausanne, ainsi qu’en France, Italie, Autriche et Canada. Son travail fait partie entre autres de la collection du MUDAC à Lausanne. Son travail interdisciplinaire se focalise autour de l'art textile.
Xénia Lucie Laffely vit et travaille entre Lausanne et Montréal,.

## Distinctions
- 2012 - Excellence awards, Fondation Hans Wilsdorf

- 2013 - Finaliste, Festival International de mode et de photographie de Hyères

- 2013 - Finaliste, Swiss Design Awards

- 2014 - Bourse culturelle, Fondation Leenaards

- 2017 - Finaliste, Swiss Design Awards

- 2019 - Lauréate, Swiss Design Awards

- 2020 - Finaliste, Swiss Art Awards

- 2021 - Bourse des Arts plastiques du Canton de Vaud[1]